# キミだけ
「キミだけ」は、日本のシンガーソングライター・小池徹平の3作目のシングル。

## 概要
- 前作「my brand new way/Awaking Emotion 8/5」から2年2ヶ月ぶりのシングル。
- 前作まではウエンツ瑛士とのスプリット・シングル形式で発売されていたため、今作は初の小池単独のシングル作品となっている。また、初のノンタイアップシングルでもある。
- 初回限定盤と通常盤の2形態で発売され、初回限定盤には撮影やレコーディング模様に密着したドキュメント「TEPPEI TV」を収録しているDVDが付属された[1]。
- 通常盤のみ1stシングル「君に贈る歌」のアコースティックバージョンが収録された[1]。

## 収録曲
1. キミだけ [5:19]
作詞・作曲：小池徹平
編曲：島田昌典
2. ラフライター [4:10]
作詞：小池徹平、DAIZO
作曲：DAIZO
編曲：鈴木Daichi秀行
3. 君に贈る歌 (Acoustic version) [5:06]
作詞・作曲：小池徹平
編曲：鈴木Daichi秀行

## 参加ミュージシャン
- 小池徹平：Vocal (全曲)
- 坂田学：Drums (#1)
- 狩野良昭：Electric Guitar & Acoustic Guitar (#1)
- 鹿島達也：Electric Bass (#1)
- 島田昌典：Piano (#1)
- 真部裕ストリングス：Strings (#1)

## 収録アルバム
- Jack In The Box (#1)